# Martin Seeberg
Martin Seeberg (født 1966) er en dansk musiker og multiinstrumentalist, der har været med i en række forskellige musikgrupper, der fortrinsvist har spillet middelalder- og folkemusik. Dette tæller bl.a. Sorten Muld, Virelai og Valravn. Seeberg spiller en række forskellige instrumenter heriblandt violin, skalmeje og fløjte.

## Karriere
I midten af 1990'erne medvirkede han i den irsk/danske musiker Tom Donovans band, og udgav to CD'er. I 1999 opstod gruppen Virelai, hvor Seeberg stadig er aktiv.
I 2000 medvirkede han på folktronicagruppen Sorten Mulds album III, der fortsatte forgængerens succes. Det blev godt modtaget af anmelderne og blev kaldt et "lille mesterværk". I GAFFA's 25-års jubliæumsnummer var III listet som et af de fem vigtigste album fra dette år, og "Vølven" var ligeledes blandt de fem vigtigste singler fra 2000.
Fra 2005 til 2011 var han med i gruppen Valravn, hvor han medvirkede på deres udgivelser. I 2006 udgav han albummet Grum med folkemusikgruppen Instinkt.
Hans seneste gruppe, Trolska Polska, blev dannet i 2011. Gruppen spiller nyskrevet musik med elementer fra den nordiske folkemusik og inspireret af trolde og nordisk folkeminde. Gruppen har bl.a. optrådt til musikfestivalen Castlefest i Holland.
Han var også en af initiativtagerne til gruppen Asynje.

## Hæder
I 2007 blev han nomineret til prisen "Årets Danske Instrumentalist" ved Danish Music Awards Folk. I 2010 blev han nomineret "Årets Danske Folk Musiker/Vokalist" ved Danish Music Awards for sin sang "Koder På Snor" på Valravns album af samme navn fra 2009.
Trolska Polska blev nomineret til "Årets Talent" ved Danish Music Awards Folk i 2013. I 2014 blev gruppen nomineret til "Årets Udgivelse" for deres album moss og Seeberg blev nomineret til "Årets Komponist/Sangskriver" ved samme prisuddeling.
Ydermere modtog Martin Seeberg DJBFA's hæderspris i 2016.
Ved DMA Folk i 2017 blev Seeberg nomineret til prisen "Årets Komponist" for albummet, men tabte til Jonas Kongsted, og Trolska Polskas album Untold Tails blev nomineret til "Årets Album", men tabte til Interesting Times af Basco.
Ved DMA Roots i 2019 modtog Seeberg prisen "Årets Danske Rootskomponist".

## Diskografi

### Med Tom Donovan Band
- 1996 Stories Seldom Told
- 1997 The Blue Planet

### Med Sorten Muld
- 2000 III

### Med Virelai
- 2001 Danser duggen af jorden
- 2006 Havmandens kys
- 2011 Fra bølger og bjerge
- 2014 I danser vel

### Med Instinkt
- 2002 HUR
- 2006 Grum

### Med Valravn
- 2007 Valravn
- 2009 Koder på snor
- 2011 Re-Cod3d

### Med Trolska Polska
- 2014 Moss
- 2016 Untold Tails
- 2020 Eufori

### Gæsteoptræden
- 2007 Lad Skyggerne Danse med Stine Michel